# Malo Crniće (općina)
Malo Crniće (općina) (ćirilično: Општина Мало Црниће) je općina u Braničevskom okrugu u Središnjoj Srbiji. Središte općine je naselje Malo Crniće.

## Zemljopis
Po podacima iz 2004. općina zauzima površinu od 271 km² (od čega je poljoprivrednih površina 23.803 ha, a šumskih 1.822 ha).
Općina se nalazi u dolini rijeka Mlave, u ravnici zvanoj Strig, na rubnim granicama općine pružaju se planine. Nadmorska visina općine kreće se od 89 i 350 metara.
Općina je udaljena od Požarevca 13 kilometara, od Petrovca na Mlavi 25km a od Beograda 100 km.

## Stanovništvo
Prema popisu stanovništva iz 2002. godine u općini živi 13.853 stanovnika, raspoređenih u 19 naselja .
Po podacima iz 2004. prirodni priraštaj je iznosio -5,4 ‰, a broj zaposlenih u općini iznosi 952 ljudi. U općini se nalazi 19 osnovnih škola s 1.183 učenika i nema srednjih škola. Općina je najnerazvijenija u Braničevskome okrugu.

## Vanjske poveznice
- Stranica općine Malo Crniće